# Charny-le-Bachot
 Charny-le-Bachot  là một xã ở tỉnh Aube, thuộc vùng Grand Est ở phía bắc miền trung nước Pháp.